# イザナミ
伊邪那美命（いざなみのみこと、伊弉冉、伊邪那美、伊耶那美、伊弉弥）は、日本神話の女神で神世七代の7代目（妹）。伊邪那岐神（伊邪那岐命、伊耶那岐命・いざなぎ）の妻。別名 黄泉津大神、道敷大神。神話においては皇室の先祖とされている。

## 神話のエピソード
天地開闢において神世七代の最後にイザナギとともに生まれた。イザナギとは夫婦となり、オノゴロ島におりたち、国産み・神産みにおいてイザナギとの間に日本国土を形づくる多数の子をもうける。その中には淡路島・隠岐島からはじめやがて日本列島を生み、更に山・海など森羅万象の神々を生んだ。
火の神軻遇突智（迦具土神）を産んだために陰部に火傷を負って病に臥し、亡くなるが、その際にも尿や糞や吐瀉物から神々を生んだ。そして、カグツチはイザナギに殺された。
亡骸は、『古事記』によれば出雲と伯伎（伯耆）の境の比婆山（現在の中国地方にある島根県安来市伯太町）に、『日本書紀』の一書によれば紀伊の熊野の有馬村（三重県熊野市有馬の花窟神社）に葬られたという。
死後、イザナミは自分に逢いに黄泉国までやってきたイザナギに腐敗した死体（自分）を見られたことに恥をかかされたと大いに怒り、恐怖で逃げるイザナギを1500の黄泉軍らに追わせ、最後は自ら追いかける。しかし、黄泉国と葦原中津国（地上）の間の黄泉路において葦原中国とつながっている黄泉比良坂で、イザナミに対してイザナギが1000人引きの大岩で道を塞ぎ会えなくしてしまう。イザナミは閉ざされた大岩の向こうの夫にむかって「愛しい人よ、こんなひどいことをするなら私は1日に1000の人間を殺すでしょう」と叫ぶ。イザナギは「愛しい人よ、それなら私は産屋を建てて1日に1500の子どもを産ませよう」と返した。そしてイザナミとイザナギは離縁した。
この後、イザナミは黄泉の主宰神となり、黄泉津大神、道敷大神と呼ばれるようになった。　　

## 名前の由来
「イザナ」は「誘う」の語幹、「ミ」は女性を表す語とする説、また名前の「ナ」は助詞とする説がある。
別名の黄泉津大神は黄泉国の主宰神の意、道敷大神は（黄泉比良坂でイザナギに）追いついた神という意味である。
このようにイザナミの神名からは多様な性格が読み取れる。また、比較神話学の見地から見るとイザナギ・イザナミ神話は各地の様々な神話を組み合わせて形成されたと考えられている。

## 神陵・神社など
安来市の隣、松江市の揖夜神社付近にはイザナミとイザナギとが永遠の離別をした黄泉平坂の神蹟がある。
イザナミは創造神として信仰されている。上記の神陵のほか、
- 比婆山久米神社（島根県安来市）[3] - 安来市の比婆山(331m)の麓にある神社。山頂には奥宮がある。
- 熊野神社(広島県庄原市) -広島県庄原市から島根県仁多郡奥出雲町にまたがる比婆山(1264m)の広島県側山麓にある遥拝神社。山頂には「比婆山御陵」がある。旧「比婆大社」。
- 熊野速玉大社（和歌山県新宮市）
- 熊野神社（東京都新宿区）
- 熊野神社（佐賀県武雄市）
- 熊野大社（島根県松江市）[10]
- 揖夜神社（島根県松江市）[3]
- 花窟神社（三重県熊野市）[3]
- 神魂神社（島根県松江市）[11]
- 伊弉諾神宮（兵庫県淡路市）[3]
- 皇大神宮別宮の伊佐奈弥宮（三重県伊勢市）[6]
- 三峰神社（埼玉県秩父市）[3]
- 多賀大社（滋賀県犬上郡多賀町）[3]
- 筑波山神社（茨城県つくば市）[3]
- 闘鶏神社（鬪雞神社）（和歌山県田辺市）
- 熊野神社（千葉県四街道市）[12]
- 飯盛神社（福岡県福岡市）[13]
- 佐太神社（島根県松江市）[3]
- 二宮神社（静岡県掛川市）
- 伊射奈岐神社（吹田市山田東）
- 伊射奈美神社（美馬町・穴吹町 論社）（式内小社）
- 左右神社（千葉県香取郡東庄町）
- 波上宮（沖縄県那覇市）
- 山家神社（長野県上田市）

などで祀られている。
また、白山信仰において白山比咩命と同一視され、しばしば白山神社の主祭神または相殿神として祀られる。白山信仰の拠点とされた越前・加賀・美濃の”三馬場”と呼ばれる聖地のうち、越前馬場に相当する平泉寺白山神社では白山大権現を伊弉冊命とする（美濃馬場の長滝神社では主祭神である菊理姫命と伊弉諾命・伊弉冉命の両神を合祀する）。

## 墓所

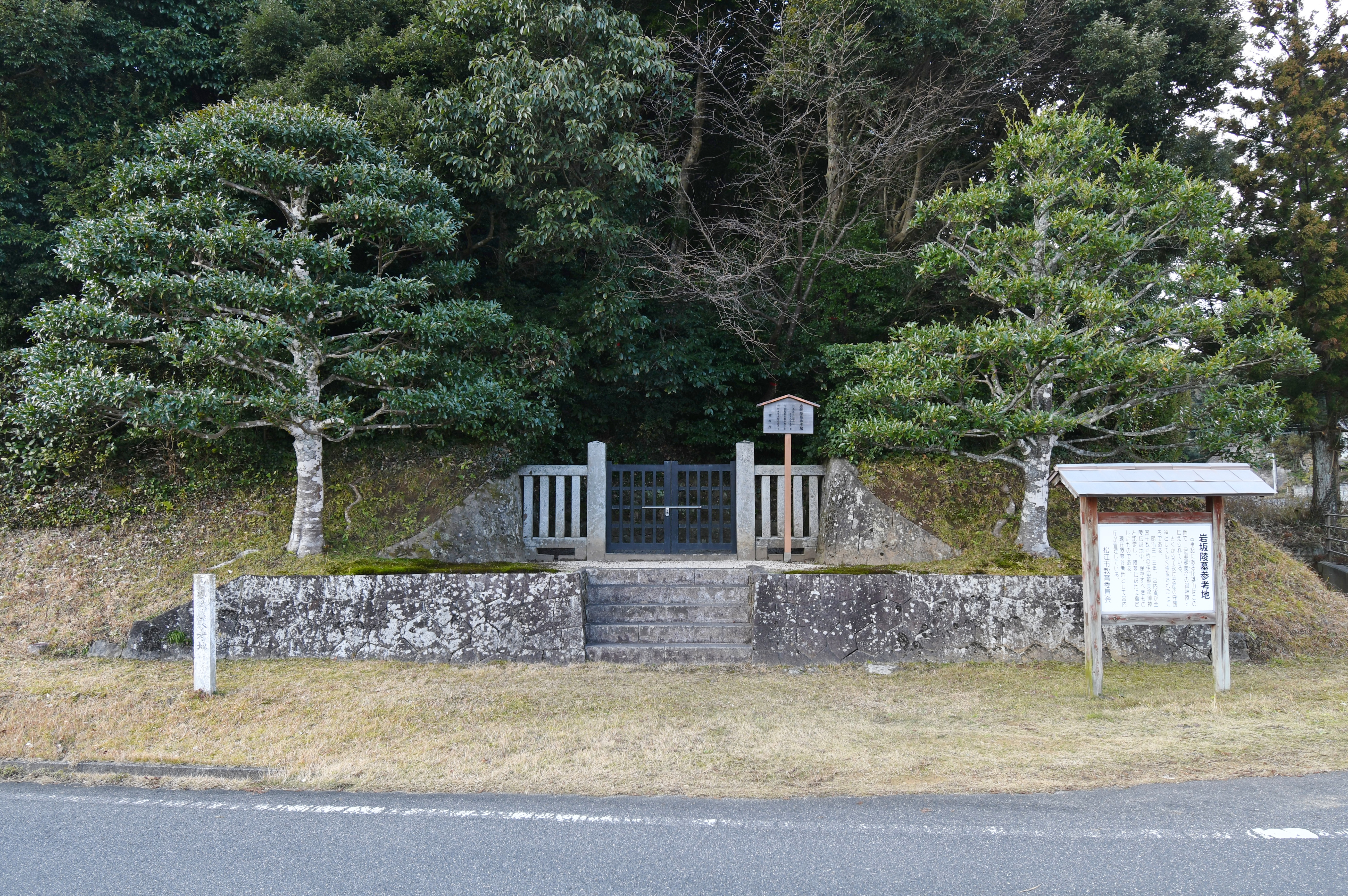
岩坂陵墓参考地（島根県松江市）

イザナミの墓所の伝承地は、日本神話に記される比婆山や熊野市有馬のほか、雲伯国境を中心として日本各地にある。宮内省は八雲村（現 松江市）の神納山を比定地の中で最も有力として「陵墓参考地」に認定し、内務省は船通山の北にある御墓山を「伊弉冉尊御陵流伝地」に指定していた。
しかし、近世以降、古事記解読に初めて成功した本居宣長の古事記伝の話と、鉄製品を作る最良の砂鉄の産地は雲伯国境地帯であることから、島根県安来市伯太町のもの（比婆山久米神社）が支持されていた歴史があり、江戸時代、母里藩の古地図にも峯山大権現と記されているのが確認されている。
さらには当地に伝承されてきた、たたら製鉄でつくり出される玉鋼は日本人の魂の象徴とされる日本刀の創始（安綱）ともかかわりが深く、最近では安本美典がこれら諸説を文献学的に比較し、島根/鳥取県境に最も近い安来のものを比定している。